# NIN (magazine)
NIN, en serbe cyrillique НИН, est un hebdomadaire serbe publié à Belgrade. Son nom est l'acronyme de Недељне информативне новине/Nedeljne informativne novine, « journal d'information hebdomadaire ». Il a paru pour la première fois le 26 janvier 1935 et disparu la même année après 26 numéros. Il fut refondé le 7 janvier 1951.

## Présentation
NIN est un magazine d'actualité, qui s'est acquis une réputation de qualité en ouvrant ses colonnes aux plus grandes personnalités de la société yougoslave puis serbe, que ce soit dans le domaine des arts, des sciences ou des sports. En revanche, après la chute du communisme, le magazine a dû prendre un ton plus populaire pour résister à la concurrence commerciale. Il reste néanmoins un magazine de référence.
NIN est actuellement en cours de privatisation. 60,9 % de son capital doit être vendu aux enchères le 29 septembre 2007. Le prix de départ est de 13,2 millions de dinars, soit 170 000 euros.

## Le prix littéraire NIN
Chaque année, en janvier, un jury spécial décerne un prix au meilleur roman de l'année. Ce prix NIN (Нинова награда/Ninova nagrada) est devenu l'une des récompenses les plus honorifiques pour les auteurs serbes contemporains.